# 26620 Yihuali
26620 Yihuali este un asteroid din centura principală de asteroizi.

## Descriere
26620 Yihuali este un asteroid din centura principală de asteroizi. A fost descoperit pe 5 aprilie 2000 la Socorro, New Mexico, în cadrul proiectului LINEAR. Asteroidul prezintă o orbită caracterizată de o semiaxă mare de 2,91 ua, o excentricitate de 0,13 și o înclinație de 2,1° în raport cu ecliptica.